# Friedrich Bartels (Schriftsteller)

Friedrich Bartels (vor 1916)

Friedrich Bartels (* 11. Januar 1877 in Vorhop, Kreis Gifhorn, Niedersachsen; † 14. April 1928 in Leipzig) war ein deutscher Schriftsteller und Dichter.

## Werke
- Herzog Widukind. Tragödie in drei Akten, Hermann Haessel Verlag, Leipzig 1905
- Die schiefmäulige Almuth, Lustspiel, 1903.